# Touran Agha Khanoum Qajar
Touran Agha Khanoum Qajar (in persiano تومان آغا‎; Tabriz, 1861 – Teheran, 1893) è stata una principessa persiana della dinastia Qajar. Figlia dello Scià Nasser al-Din Shah Qajar e della principessa Khazen ol-Dowleh Qajar (? - ?) e consorte del principe Mehdi Qoli Khan Majd al-Dawlah (1850-1937).
La principessa Fakhr ol-Dowleh era una poetessa e nell'arco della sua breve vita scrisse un libro di memorie e centinaia di poesie in lingua persiana, conservati presso la Biblioteca Sultan Mahmoud Mirza di Parigi.
Morì di tubercolosi e fu sepolta nel mausoleo reale del Santuario di Fatima bint Musa nella città irachena di Qom, sulla lapide della sua tomba sono incisi alcuni dei suoi versi.

## Titoli ed onorificenze
- Amizadi[8]
- Begum Khanoum (in persiano: Signora)